# سجنان
سَجْنَان إحدى مدن الجمهورية التونسية، تقع في ولاية بنزرت، جنوب غرب بنزرت وشمال شرق باجة.

### مواضيع ذات علاقة
- ولاية بنزرت.